# ГЕС Каунерталь
ГЕС Каунерталь — одна із гідроелектростанцій у австрійській провінції Тіроль.
Станцію спорудили у період з 1961 по 1964 роки у верхів'ях річки Інн. Праву притоку останньої Фаггенбах перекрили кам'яно-накидною греблею Gepatsch висотою 153 метри та довжиною 600 метрів, яка на момент спорудження була найвищою в країні. Утворене греблею водосховище має об'єм 139 млн м3, а основним джерелом його наповнення слугує льодовик Каунерталь. Також до сховища за допомогою водозбірних тунелів надходить ресурс із потоків Radurschl та Pitz, долини яких знаходяться відповідно на захід та схід від долини Каунерталь.
Від греблі до машинного залу, спорудженого вже у долині Інна на відстані 13 км, веде дериваційний тунель, що забезпечує напір до 895 метрів (мінімальний — 793 метри). Основне обладнання становлять п'ять турбін типу Пелтон, загальна потужність яких коливається від 325 до 392 МВт (в залежності від рівня води у сховищі). В середньому вони забезпечують виробництво на рік 661 млн кВт-год.
На початку 2010-х років ГЕС пройшла реновацію, під час якої проклали наново 4 км тунелів, в тому числі напірний водовід високого тиску довжиною 1,4 км.